# 勝ちグセ。サンデー恋すぽ
 勝ちグセ。サンデー 恋すぽ（かちグセ。サンデー こいすぽ）は2010年3月7日から2016年3月20日まで広島ホームテレビで放送されたスポーツ番組である。生放送。

## 概要
2009年12月26日まで放送された『北斗晶の鬼嫁運動記者倶楽部“勝ちグセ。”』の後継番組にあたり、土曜朝と収録から日曜夕方の生放送形式に変更になった。また、アナログ放送ではレターボックスに合わせて、テロップの位置も16:9対応の放送になった。その後、カープとサンフレの最新情報をはじめ、地元のアマチュア選手にもスポットをあてている。番組のスタートを記念して斉藤悠葵・小窪哲也連名で花、若鯉5人衆（前田健太・天谷宗一郎・小窪・斉藤・今井啓介）からサイン入りのイラストがプレゼントされた。
同年4月5日からはTwitterが開始された。
番組開始からMCを務めていた浦本が局を退社するため2011年9月25日の放送で降板。MCは榮と山田の2人体制が半年間続いていたが、2012年3月4日から柴田かおるがリポーターとしてレギュラーになった。2014年3月30日の放送で山田と柴田が降板。翌週の4月6日放送分から新たに大重麻衣と吉弘翔の二人がレギュラー出演している。2015年2月10日、19:00 - 20:00にゴールデン初放送となる特別番組「恋すぽゴールデン!カープ日南キャンプがキニナル」を日南市から放送。そのため、同日テレビ朝日系列で放送された『林修の今でしょ!講座 2時間スペシャル』は1時間未放送の20:00から飛び乗りで放送された。『報道ステーション SUNDAY』の夕方枠への移動に伴い、2015年4月5日から日曜 12:00 - 12:55（55分）に枠移動・拡大。そのため『サンデースクランブル』はネット打ち切りになった。
2016年4月から『ビートたけしのTVタックル』を月曜ネオバラエティ（23:15 - 翌0:15）から日曜 11:55 - 12:55に枠移動させるため、3月20日に終了。後継番組にはロザン（宇治原史規・菅広文）司会による生放送番組『ひろしま深掘りライブ フロントドア』を4月23日から毎週土曜13:00 - 14:00に放送。スポーツ以外の広島県内のニュースも取り扱う情報番組となり、「恋すぽ」は『深掘りスポーツ「恋すぽ」』の1コーナーとして内包される。

## 放送

### 放送時間
- 毎週日曜日 17:00 - 17:30（30分、生放送、2015年3月29日まで）
- 毎週日曜日 12:00 - 12:55（55分、生放送、2015年4月4日より）

編成の都合により放送時間変更または休止の場合あり。

### テーマソング
オープニングは曲名のクレジットはされていないが、便宜上その曲をOPテーマとする。また、ジングルやVTRでもOPの一部が使用されている。

#### オープニングテーマ
- 「Hi-Five」 - Superfly（2010年3月7日 - 2012年2月26日）
- 「The Story of Us」 - テイラー・スウィフト（Taylor Swift）（2012年3月4日 - 2014年3月30日）

#### エンディングテーマ
- 「キミに出会えてよかった」 Metis（2010年3月7日 - 2011年2月27日）
- 「only one～逢いたくて～」- Metis（2011年3月6日 - 2012年2月26日）
- 「この手伸ばして」 - Hi-Fi CAMP（2012年3月4日 - 2014年3月30日）
- 「心の指すほうへ」 - grram（2014年4月6日 - ）

## 出演者
※いずれもHOMEアナウンサー 
- 渡辺徹（2015年4月5日 - ）
- 廣瀬隼也（2015年4月5日 - ）
- 吉弘翔
- 五十嵐愛（2015年4月5日 - ）

### コメンテーター
- 北別府学（HOME野球解説者）
- 前田智徳（HOME・テレビ朝日野球解説者）

## 過去の出演者

### レギュラー出演
- 浦本可奈子（2010年3月7日 - 2011年9月25日）
- 山田幸美 （2010年3月7日 - 2014年3月30日）
- 柴田かおる（2012年3月4日 - 2014年3月30日）
- 榮真樹 （2015年3月29日まで）
- 大重麻衣（2015年3月29日まで）

### 広島東洋カープOBのゲスト
- 西山秀二（2013年9月29日、RFラジオ日本・GAORA・テレビ新広島解説者）
- 高代延博（2013年9月29日、現：阪神タイガースコーチ）
- 金本知憲（2013年10月6日）
- 池谷公二郎（2014年6月29日、広島テレビ、日本テレビ解説者。広島テレビ『進め!スポーツ元気丸』とのコラボ企画による。同日の同番組には北別府が出演した）

## コーナー

### 精密機械の「勝負の分かれ道」
試合の中から北別府が気になるシーンをピックアップ、深く鋭く解説・提言する。

### 輝け!!未来のアスリート
飛躍を期待されるアマチュアスポーツや将来有望なティーンアスリートたちを紹介するコーナーで、内容とフォーマットは前番組の『鬼嫁運動記者倶楽部』と同じ。

### スタジアムウェザー
カープとサンフレの1週間分の行われる試合と天気予報が紹介。エンディング前に行われる。

### プレゼント
チケットやサイン入りグッズなどのプレゼント。応募はハガキかホームページに応募できる。締切は放送翌日の消印有効。
その他、テレゴングによる視聴者アンケートとプレゼントも行われる予定。

### 前田智徳の武士さんぽ
2015年10月11日から『前田智徳の侍さんぽ』のコーナーで開始。広島市内の商店街を中心に前田と串山が街歩きをするコーナー。
同年11月8日（第4回）放送分からは前田の希望で『侍』から『武士』に改題され、2016年1月24日まで放送された。

## 制作
- 制作協力：ホームテレビ映像、新日放、放送制作 クロステレビ
- 制作著作：広島ホームテレビ

## PS sports time 恋すぽイブニング
吉弘 翔アナウンサー司会による、インターネット番組 ぽるぽるLIVE『PS sports time 恋すぽイブニング』が毎週木曜17：00から1時間ほど生配信されている。広島のスポーツについて毎週トークテーマを設定し熱く語り合う。ゲストを迎えることがある。